# 아닉슈차이구

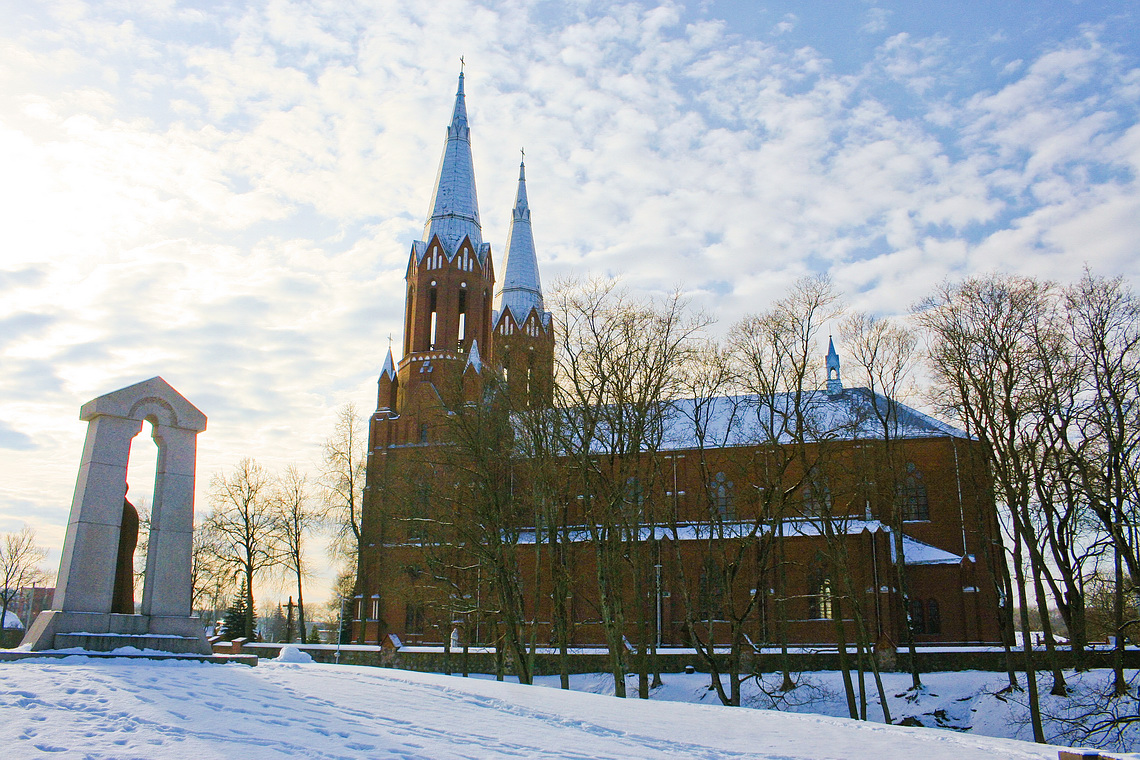
아닉슈차이 시가지

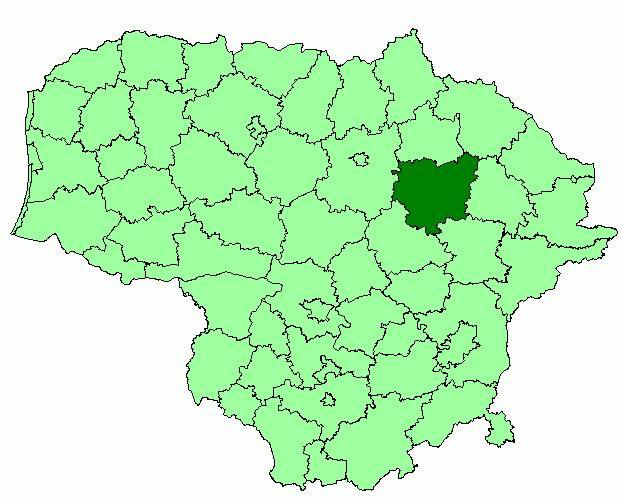
아닉슈차이구의 위치

아닉슈차이구(리투아니아어: Anykščių rajono savivaldybė)는 리투아니아 우테나주를 구성하는 6개 지방 자치체 가운데 하나로 행정 중심지는 아닉슈차이이며 면적은 1,764km2, 인구는 26,393명(2015년 기준), 인구 밀도는 15.0명/km2이다. 10개 장로구를 관할한다. 우테나주 우테나구, 몰레타이구, 빌뉴스주 우크메르게구, 파네베지스주 파네베지스구, 쿠피슈키스구, 로키슈키스구와 접한다.

지방 자치체 문장